# 천품
천품(天品, ?~?)은 신라의 장군이다.

## 생애
대아찬 관등의 그는 661년에 김유신(金庾信)을 대장군으로 한 신라군의 귀당총관(貴幢摠管)으로서 고구려를 공격했다.
668년, 고구려의 수도가 함락되고 전쟁이 끝나 신라군의 지휘관들은 당나라로 갔지만 그는 바로 신라로 귀국했다.